# Arama
Arama és un municipi de Guipúscoa (País Basc), a la comarca del Goierri